# Lingora aurata
Lingora aurata is een schietmot uit de familie Conoesucidae. De soort komt voor in het Australaziatisch gebied.